# سیارک ۲۰۴۸۸
سیارک ۲۰۴۸۸ (به انگلیسی: 20488 Pic-du-Midi، نامگذاری:1999OL) بیست هزار و چهارصد و هشتاد و هشتمین سیارک کشف شده‌است که در ۱۷ ژوئیه ۱۹۹۹ کشف شد.
قدر مطلق سیارک برابر ۱۴٫۲۰ است.